# 莱皮讷欧布瓦
莱皮讷欧布瓦（法語：L'Épine-aux-Bois，法語發音：[lepin o bwa]）是法国上法蘭西大區埃纳省的一个市镇，属于蒂耶里堡区。

## 地理
莱皮讷欧布瓦（48°53'8"N, 3°26'56"E）面积12.37 平方千米，位于法国上法蘭西大區埃纳省，该省份为法国北部内陆省份，北起北部省，西接索姆省和瓦兹省，东临阿登省和马恩省，西南至塞纳-马恩省，东北部与比利时接壤。
与莱皮讷欧布瓦接壤的市镇（或旧市镇、城区）包括：罗祖瓦-贝勒瓦勒、旺迪耶尔、维耶勒迈松、布里地区迪斯和莫兰。

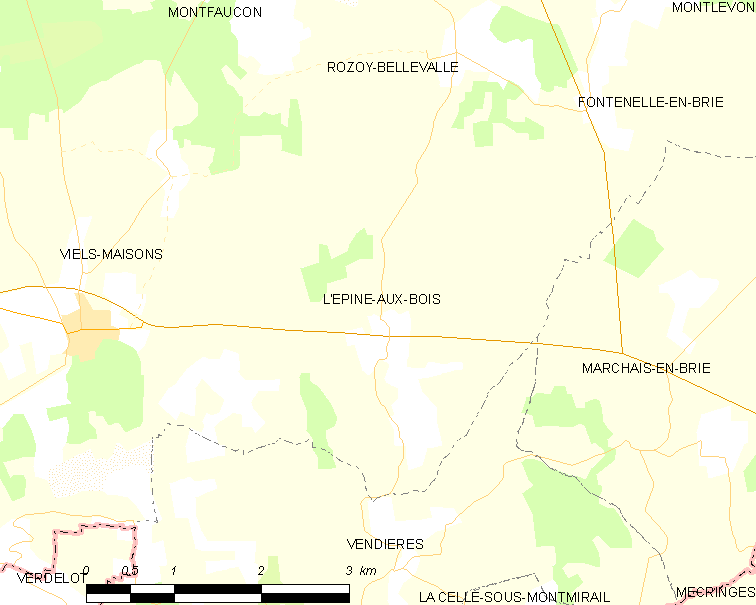
莱皮讷欧布瓦的OSM定位图

莱皮讷欧布瓦的时区为UTC+01:00、UTC+02:00（夏令时）。

## 行政
莱皮讷欧布瓦的邮政编码为02540，INSEE市镇编码为02281。

## 政治
莱皮讷欧布瓦所属的省级选区为马恩河畔埃索姆县。

## 人口

1962-2008年间莱皮讷欧布瓦人口变化图示

莱皮讷欧布瓦于2022年1月1日时的人口数量为245人。